# Psathyropus rufa
Psathyropus rufa is een hooiwagen uit de familie Sclerosomatidae.